# Völkerrechtliche Verträge in der Schweiz
Mit einem völkerrechtlichen Vertrag (auch: Staatsvertrag, Übereinkommen, Übereinkunft, Abkommen, Konvention, Charta, Notenaustausch) schliesst die Schweiz mit anderen Völkerrechtssubjekten eine Vereinbarung ab. Mit diesem Vertrag vereinbaren die Vertragspartner, bestimmte Verpflichtungen einzuhalten oder auf entsprechende Rechte zu verzichten. Zu unterscheiden ist zwischen bilateralen Verträgen zwischen zwei Vertragsparteien und multilateralen Verträgen (auch Kollektivverträge genannt), an denen mehr als zwei Parteien beteiligt sind.
In der Schweiz hat der Bundesrat (die Bundesregierung) umfassende Kompetenzen im Bereich der völkerrechtlichen Verträge, die ihm von der Bundesverfassung eingeräumt werden. Er darf jedoch nicht eigenmächtig agieren, sondern ist grundsätzlich auf die Genehmigung der Bundesversammlung, des schweizerischen Parlaments, angewiesen. Dieser Genehmigung bedarf es sowohl bei der Ratifikation als auch der Kündigung eines völkerrechtlichen Vertrags. Bei den genehmigungsbedürftigen Verträgen besteht die Möglichkeit des Referendums für den Souverän. Je nachdem, welche Auswirkungen der völkerrechtliche Vertrag hat, ist dieses Referendum fakultativ (Art. 141 BV) – das heisst, es muss ergriffen werden und es bedarf nur des Volksmehrs – oder es ist obligatorisch (Art. 140 BV) – das heisst, es wird von Amtes wegen eingeleitet und bedarf des doppelten Mehrs.
Die Schweiz hat diverse völkerrechtliche Verträge ratifiziert. Dazu gehören unter anderem die Europäische Menschenrechtskonvention (EMRK), die Bilateralen Verträge mit der EU sowie die UNO-Pakte I und II.
Völkerrechtliche Verträge, die die Schweiz ratifiziert hat, gelten in der Schweiz unmittelbar (Monismus). Von besonderer Tragweite ist dabei die Frage, welchen Rang das Völkerrecht in der nationalen Rechtsordnung einnimmt. Die Bundesverfassung regelt diese Frage nicht eindeutig. Das Bundesgericht, der Bundesrat und die Staatsrechtslehre gehen von einem grundsätzlichen Anwendungsvorrang des Völkerrechts aus. Der Vorrang gilt umso stärker, wenn ein Menschenrechtsvertrag (etwa die EMRK oder die UNO-Pakte) oder das Personenfreizügigkeitsabkommen mit der Europäischen Union (EU) betroffen sind. Wenn eine landesrechtliche Norm (namentlich ein Bundesgesetz oder die Bundesverfassung) gegen diese Verträge verstösst (Normenkollision), darf sie von den Gerichten und Verwaltungen nicht angewandt werden. Bevor ein Konflikt angenommen werden kann, müssen die Behörden die landesrechtliche Norm völkerrechtskonform auslegen. Eine besondere Herausforderung im Verhältnis Völkerrecht – Landesrecht bilden Volksinitiativen, die das Völkerrecht missachten.
Wenngleich ein Grossteil der völkerrechtlichen Verträge auf Bundesebene abgeschlossen wird, räumt die Bundesverfassung ebenso den Kantonen das Recht ein, eigene Verträge abzuschliessen. Solche Verträge haben jedoch eine nur geringe praktische Bedeutung.

## Bedeutung völkerrechtlicher Verträge
Seit dem Ende des Zweiten Weltkriegs prägen Globalisierung und Europäisierung das Recht und die Politik der Schweiz massgeblich. Zunehmend wird Rechtsetzung auf eine globale Ebene verlagert. Quantitativ hat das Völkerrecht das Bundesrecht seit längerer Zeit überholt. Während das Völkerrecht in seinen Anfängen überwiegend Vorgaben über die Gestaltung der Aussenbeziehungen machte, bestimmt es vermehrt Rahmenbedingungen für die innerstaatliche Politik, wodurch das Landesrecht an Gestaltungsmacht einbüsst.
Die hohe Zahl völkerrechtlicher Abkommen spiegelt sich aus quantitativer Sicht nicht direkt in ihrer Bedeutung für die Rechtsprechung wider. Von 18'690 Urteilen des Bundesgerichts, die in der amtlichen Sammlung zwischen 1954 und 2016 publiziert wurden, nennen 9,9 % völkerrechtliche Verträge, beim Völkergewohnheitsrecht und den allgemeinen Rechtsgrundsätzen sind es jeweils 0,1 %.
Durch die zunehmende Anzahl internationaler Beziehungen erhöhte sich ebenfalls die Bedeutung völkerrechtlicher Verträgen. Abgesehen von der wichtigen wirtschaftlichen Stellung des Völkerrechts (die Schweiz verdient jeden zweiten Franken im Ausland) wirkt es sich ebenso auf ganz andere Bereiche aus. So ermöglichen völkerrechtliche Verträge die Telekommunikation sowie Reisen ins Ausland. Viele der Massnahmen gegen die globale Erwärmung beruhen auf völkerrechtlichen Übereinkommen, zumal deren Bekämpfung über die Landesgrenzen hinaus stattfinden muss (vgl. das Kyoto-Protokoll und das Pariser Klimaabkommen von 2015) Damit die Schweiz effektiv dem Terrorismus entgegenwirken kann, sind Abkommen wie das Übereinkommen des Europarats zur Verhütung des Terrorismus mit anderen Staaten vonnöten.

## Entwicklung des geltenden Rechts

### 1499–1921
Einer der ersten völkerrechtlichen Verträge, den die Schweiz unterzeichnete, ist der Frieden zu Basel von 1499. Er wurde zugleich in der Schweiz ausgehandelt. Der Frieden zu Basel begründete das Ende des Schwabenkrieges. Die Auswirkungen des Friedens zu Basel waren für die Schweiz nicht gross; die Territorien wurden nicht neu geordnet, sondern kehrten wieder zum vorkriegerischen Zustand zurück. Auch das Verhältnis der Eidgenossenschaft zum Heiligen Römischen Reich (HRR) veränderte sich kaum; die Schweiz war noch immer an das HRR angegliedert und bis 1648 (Westfälischer Frieden) nicht unabhängig. Zu dieser Zeit existierte die moderne Schweiz jedoch noch nicht und mit ihr ebenso wenig das komplexe System von Genehmigung, Ratifikation und Kündigung völkerrechtlicher Verträge. Erst durch die neue Bundesverfassung von 1848 wurde dessen Entwicklung möglich. Die neue Verfassung legte den Grundstein für die zahlreichen weiteren Entwicklungsschritte des 20. und 21. Jahrhunderts.
Nach 1848 war die Einführung des fakultativen Staatsvertragsreferendums 1921 ein erster wichtiger Entwicklungsschritt. Dies geschah auf dem Weg der Volksinitiative. Gefordert wurde das fakultative Staatsvertragsreferendum für Verträge, die «unbefristet oder für eine Dauer von mehr als fünfzehn Jahren abgeschlossen sind.» Zuvor waren völkerrechtliche Verträge der direktdemokratischen Kontrolle durch das Volk gänzlich entzogen gewesen. Diese sogenannte Waadtländer-Initiative wurde im Jahr 1913 bei der Bundeskanzlei eingereicht. Die Behandlung des Geschäfts wurde jedoch wegen des Ausbruchs des Ersten Weltkriegs 1914 unterbrochen. Während sich der Bundesrat noch 1913 in seiner Botschaft kritisch äusserte und den Vorschlag ablehnte, änderte er seine Meinung im zweiten Bericht nach Ende des Krieges und befürwortete ihn.
Die praktische Bedeutung des 1921 eingeführten Staatsvertragsreferendums war äusserst gering. Gerade einmal drei Referenden gegen völkerrechtliche Verträge kamen von 1921 bis 1977 (Erweiterung des Staatsvertragsreferendums) zustande.

### 1977–2002
Am 6. April 1973 erklärte die Bundeskanzlei die eidgenössische Volksinitiative über die Neuordnung des Staatsvertragsreferendums für zustande gekommen. Sie forderte, dass das fakultative Staatsvertragsreferendum ohne jede Beschränkung auf alle völkerrechtlichen Verträge ausgedehnt werde, wobei die Ausweitung nicht nur für künftige, sondern ebenfalls für alle bestehenden Übereinkommen gelten solle. Das ging dem Bundesrat zu weit. Da er aber das Anliegen, das Volk stärker in die Aussenpolitik mit einzubeziehen, befürwortete, stellte er der Initiative einen direkten Gegenentwurf gegenüber. Der Gegenentwurf sah vor, dass das fakultative Staatsvertragsreferendum auf jene Verträge ausgedehnt wird, die unbefristet und unkündbar sind oder durch Beschluss beider Parlamentskammern (National- und Ständerat) dem Referendum unterstellt werden. Letzteres wurde von der Bundesversammlung verworfen, da man nicht wollte, dass das Parlament beliebig entscheiden kann, welche Verträge dem Referendum zu unterstellen sind. Das fakultative Staatsvertragsreferendum sollte stattdessen für Abkommen gelten, die das Bundesrecht erheblich tangieren oder sonst von grosser Tragweite sind. Deswegen änderte das Parlament den Gegenentwurf dahingehend, dass Verträge, die den Beitritt zu einer internationalen Organisation oder eine multilaterale Rechtsvereinheitlichung herbeiführen, dem Referendum unterstellt werden sollen. Zudem schlug der Bundesrat neu das obligatorische Staatsvertragsreferendum für den Beitritt zu Organisationen für kollektive Sicherheit oder zu supranationalen Gemeinschaften vor. Eine Teilnahme der Schweiz bei solchen Vereinigungen habe derartig grosse Auswirkungen – so der Bundesrat –, dass Volk und Stände zwingend darüber befinden müssten. Diesen Vorschlag nahmen National- und Ständerat an. Der Gegenentwurf wurde in der Volksabstimmung vom 13. März 1977 angenommen, die Volksinitiative abgelehnt.
Durch eine Änderung des Geschäftsverkehrsgesetzes (GVG) 1991 wurde der Bundesrat verpflichtet, die Aussenpolitischen Kommissionen (APK) «regelmässig, frühzeitig und umfassend über die Vorhaben im Rahmen von internationalen Organisationen und über die Verhandlungen mit auswärtigen Staaten» zu informieren. Weiter sollte der Bundesrat die APK «zu den Richt- und Leitlinien der Verhandlungsmandate» vor deren Festlegung oder Abänderung konsultieren und danach über den Fortlauf der Verhandlungen informieren (Art. 47abis GVG). Als im Jahr 2002 das GVG durch das Parlamentsgesetz (ParlG) ersetzt wurde, überführte die Bundesversammlung den Inhalt von Art. 47abis in Art. 152 ParlG. Hierbei wurde die Konsultationspflicht ausgeweitet. Neu galt sie ebenso für Mandate bei bilateralen Verhandlungen und bei wesentlichen Vorhaben.

### 2003–Gegenwart
Mit der Reform der Volksrechte im Jahr 2003 änderte sich der Geltungsbereich des fakultativen Staatsvertragsreferendums zum letzten Mal. Hierbei wurde zu Art. 141 Abs. 1 Bst. d BV eine weitere Ziffer angefügt, wonach ebenso jene völkerrechtlichen Verträge dem fakultativen Referendum unterstehen, «die wichtige rechtsetzende Bestimmungen enthalten oder deren Umsetzung den Erlass von Bundesgesetzen erfordert.»
2004 wurde das Parlamentsgesetz dahingehend geändert, dass der Bundesrat die zuständigen Kommissionen konsultiert, «bevor er einen völkerrechtlichen Vertrag vorläufig anwendet, dessen Abschluss oder Änderung durch die Bundesversammlung genehmigt werden muss» (Art. 152 Abs. 3bis Bst. a). Die Regelungen zur vorläufigen Anwendung wurden 2014 durch eine Änderung des ParlG und RVOG ausgebaut. Die Anpassungen hatten zur Folge, dass der Bundesrat von nun an die vorläufige Anwendung unterlässt, wenn sich die zuständigen Kommissionen beider Räte dagegen aussprechen. Zuvor wurden die Kommissionen zwar konsultiert und informiert. Der Bundesrat musste jedoch die Ergebnisse der Konsultation nicht berücksichtigen. In der Praxis tat er das jedoch, da er ansonsten riskiert hätte, dass der Vertrag später nicht von der Bundesversammlung genehmigt wird.
Am 17. Juni 2012 fand in der Schweiz eine eidgenössische Volksabstimmung über das obligatorische Staatsvertragsreferendum statt, weil die Volksinitiative «Für die Stärkung der Volksrechte in der Aussenpolitik (Staatsverträge vors Volk!)» zustande gekommen war. Die Volksinitiative forderte ein grösseres Mitspracherecht für das Volk in der schweizerischen Aussenpolitik und wollte dies dadurch erreichen, indem das obligatorische Referendum für völkerrechtliche Verträge ausgebaut werden soll. Dieses Anliegen wurde weder vom Bundesrat noch vom Parlament geteilt, was sich auch in der Abstimmung widerspiegelte, bei der sie die Stände einstimmig und das Volk mit 75,3 % ablehnten.
Seit dem 2. Dezember 2019 gilt, dass der Bundesrat nicht mehr nur für die Ratifikation, sondern ebenfalls für die Kündigung eines völkerrechtlichen Vertrags eine Genehmigung einholen muss (siehe Abschnitt Kündigung). Geändert wurde dies durch eine parlamentarische Initiative der Staatspolitischen Kommission des Ständerates. Sie war der Ansicht, es sei nicht schlüssig, dass der Bundesrat für die Ratifikation die Genehmigung der Bundesversammlung (und im Falle eines Referendums des Volkes) einzuholen hat, er aber sämtliche völkerrechtliche Verträge selbst kündigen könne. Sie verlangte einen Parallelismus der Zuständigkeiten nach inhaltlichen Regeln. Es sollte gelten: Je höher die Wichtigkeit des Vertrags, desto eher ist die Bundesversammlung oder das Volk für die Kündigung zuständig. Nimmt die Bedeutung eines Vertrags zu, für den der Bundesrat eine Genehmigung einholen musste, soll für die Kündigung die Bundesversammlung oder das Volk zuständig sein. Daraus folge aber auch: Nimmt die Bedeutung eines genehmigten Vertrags ab, kann ihn der Bundesrat selbstständig kündigen.
Der Bundesrat begrüsste die vorgeschlagenen Änderungen. Er war jedoch der Ansicht, dass eine Verfassungsgrundlage nötig sei. Nationalrat und Ständerat folgten aber der von der Kommission dargelegten Verfassungsauslegung, wonach bereits die geltende Verfassung parallele Zuständigkeiten für den Abschluss und für die Kündigung fordere und folglich eine Regelung auf der Stufe des Bundesgesetzes genüge. In den Schlussabstimmungen der beiden Kammern wurde der Gesetzesentwurf der Staatspolitischen Kommission angenommen.

## Abschluss, Änderung und Kündigung völkerrechtlicher Verträge

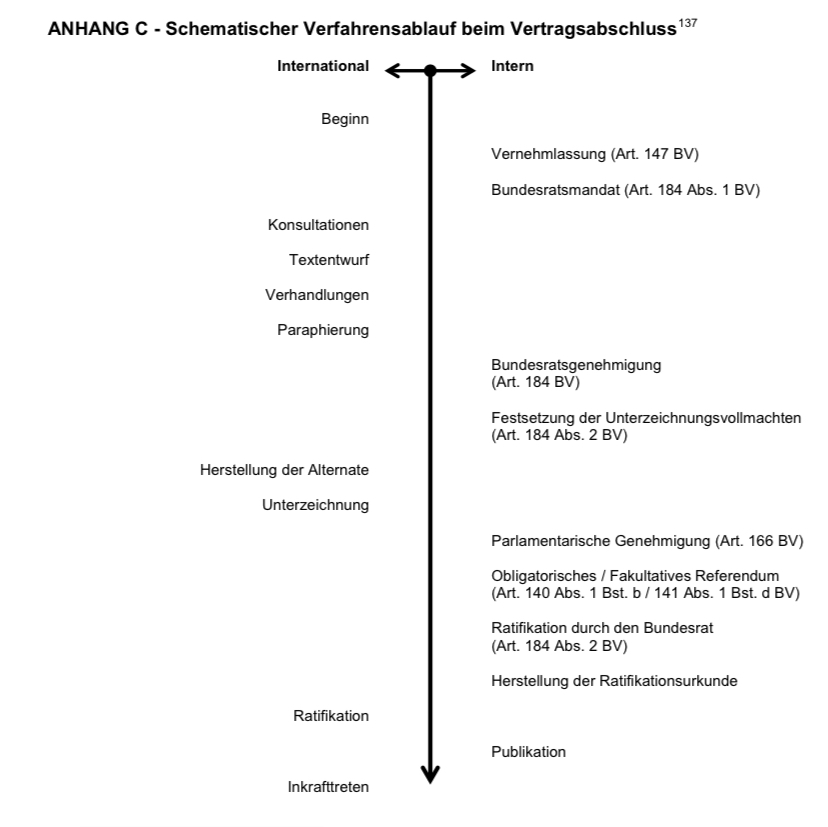
Verhandlung, Abschluss und Inkrafttreten von völkerrechtlichen Verträgen

### Verhandlung und Abschluss durch den Bundesrat
Art. 54 der Bundesverfassung (BV) räumt dem Bund umfassende Kompetenzen für völkerrechtliche Verträge ein, die auch die innerstaatlich in den Kompetenzbereich der Kantone fallenden Materien umfassen. So kann er etwa Fragen des Polizeiwesens oder des Schulrechts staatsvertraglich regeln, obgleich diese eigentlich der Zuständigkeit der Kantone unterstehen. Somit ergibt sich, dass die Kompetenz des Bundes im Bereich der auswärtigen Angelegenheiten über seine Gesetzgebungskompetenz im innerstaatlichen Bereich hinausgeht, weil er ja die gesetzliche Regelung in Fragen des Steuerrechts oder eben des Polizeiwesens den Kantonen überlässt. Allerdings steht den Kantonen ein Mitspracherecht zu, wenn ihre Interessen davon betroffen sind (Art. 55 BV, Bundesgesetz über die Mitwirkung der Kantone an der Aussenpolitik des Bundes). Dem Bund ist es indessen untersagt, mithilfe eines völkerrechtlichen Alibi-Vertrags in Umgehung des Verfahrens zur Verfassungsrevision neue Kompetenzen zu erlangen.
Gemäss Art. 184 Abs. 1 und 2 BV vertritt der Bundesrat die Schweiz nach aussen, wobei er die Mitwirkungsrechte der Bundesversammlung zu wahren hat (Art. 184 Abs. 1 und Art. 166 BV). Er leitet die Vertragsverhandlungen, ernennt und instruiert die schweizerische Delegation. Damit ist der Bundesrat für die inhaltliche Ausgestaltung des Vertrags zuständig.
Der Anstoss zum Abschluss eines völkerrechtlichen Vertrages erfolgt meistens durch das EDA oder ein anderes Departement, in dessen Zuständigkeit die Materie des Vertrags fällt. Es kann aber auch der Bundesrat oder ein Kanton den Anstoss geben. Zwar kann die Bundesversammlung den Bundesrat mit einer Motion beauftragen, eine Massnahme zu treffen. Da aber die Repräsentation gegen aussen ausschliesslich dem Bundesrat zusteht, ist ihm die endgültige Entscheidung vorbehalten.
Nach Art. 147 BV über die Vernehmlassung werden die Kantone, die politischen Parteien und interessierte Kreise «bei wichtigen völkerrechtlichen Verträgen zur Stellungnahme eingeladen.» Eine Vernehmlassung ist bei völkerrechtlichen Verträgen obligatorisch, die dem obligatorischen oder dem fakultativen Referendum unterliegen oder wesentliche Interessen der Kantone betreffen. Für andere Verträge kann eine Vernehmlassung durchgeführt werden (Art. 3 Abs. 2 Vernehmlassungsgesetz); sie ist jedoch nicht notwendig.

### Genehmigung durch das Parlament
Die völkerrechtlichen Verträge müssen von der Bundesversammlung genehmigt werden, ausser wenn ein Bundesgesetz oder ein von der Bundesversammlung genehmigter völkerrechtlicher Vertrag den Bundesrat zum Vertragsabschluss ermächtigt (Art. 184 Abs. 2 Satz 2 und Art. 166 Abs. 2 BV; Art. 24 Abs. 2 und 3 Parlamentsgesetz). Die Bundesverfassung kennt also keine verfassungsunmittelbare selbstständige Kompetenz des Bundesrates zum Abschluss von völkerrechtlichen Verträgen. Das Gesetz ermächtigt den Bundesrat, völkerrechtliche Verträge von beschränkter Tragweite ohne Genehmigung abzuschliessen. Art. 7a Abs. 3 lit. a–c RVOG zählt nicht abschliessend auf, welche Vertragstypen darunter fallen:
- Verträge, die «für die Schweiz keine neuen Pflichten begründen oder keinen Verzicht auf bestehende Rechte zur Folge haben»;
- Verträge, die «dem Vollzug von Verträgen dienen, die von der Bundesversammlung genehmigt worden sind und lediglich die im Grundvertrag bereits festgelegten Rechte, Pflichten oder organisatorischen Grundsätze näher ausgestalten», wobei sich diese strikt an den grundlegenden Vertrag zu halten haben und keine neuen Pflichten begründen dürfen;
- Verträge, die «sich an die Behörden richten und administrativ-technische Fragen regeln». Derartige Verträge – auch als Bagatellverträge bezeichnet – regeln Angelegenheiten beschränkten Ausmasses, erfordern keine Gesetzesänderungen und greifen nicht in die Interessen von Individuen ein. Sollte jedoch die Bundesversammlung einen Bagatellvertrag missbilligen, kann sie nachträglich den Bundesrat dazu auffordern, den Vertrag so rasch wie möglich zu kündigen.[21]

In 95 % der Fälle schliesst der Bundesrat völkerrechtliche Verträge im vereinfachten Verfahren selbstständig ab.
Die Wiener Vertragsrechtskonvention (VRK) regelt den Abschluss und das Zustandekommen eines völkerrechtlichen Vertrags. Ihr grundlegendes Ziel ist es, internationale Rechtssicherheit zu schaffen, indem einmal zustandegekommene völkerrechtliche Verträge bestehen bleiben sollen. Somit darf sich ein Staat nur in seltenen Fällen auf die Ungültigkeit eines völkerrechtlichen Vertrages berufen (Art. 46, Art. 62 VRK). Art. 26 VRK, der die Regel pacta sunt servanda (lateinisch ‚Verträge sind einzuhalten‘) begründet, stellt den Kern des Völkervertragsrechts dar. Dieser Verhaltensgrundsatz darf nur verletzt werden, wenn die Vertragsparteien den Vertrag ändern, suspendieren oder kündigen oder wenn andere legitime Gründe für eine Nichterfüllung – beispielsweise eine Notstandssituation – vorliegen.
Die Genehmigung durch die Bundesversammlung erfolgt bei völkerrechtlichen Verträgen durch einen einfachen Bundesbeschluss. Handelt es sich jedoch um einen referendumspflichtigen völkerrechtlichen Vertrag, erfolgt sie durch einen Bundesbeschluss, der dem fakultativen Referendum untersteht. Die Bundesversammlung kann keine Änderungen am Vertrag vornehmen; sie kann ihn lediglich annehmen oder verwerfen. Die Genehmigung durch die Bundesversammlung ist bei genehmigungsbedürftigen Verträgen Voraussetzung für die Ratifikation. Der Bundesrat ist durch die Genehmigung jedoch nicht gezwungen, sondern bloss ermächtigt zur Ratifikation – es besteht kein bindender Auftrag.
Ist die Bundesversammlung für die Genehmigung zuständig, kann der Bundesrat die vorläufige Anwendung eines Vertrages beschliessen, sofern es die Wahrung der Schweizer Interessen erfordert und zeitliche Dringlichkeit besteht (Art. 7 RVOG). Dafür müssen aber vorgängig die zuständigen parlamentarischen Kommissionen – die Aussenpolitischen Kommissionen beider Räte – befragt werden (Art. 152 Abs. 3bis ParlG). Der Bundesrat verzichtet «auf die vorläufige Anwendung, wenn die zuständigen Kommissionen beider Räte sich dagegen aussprechen» (Art. 7b Abs. 1bis RVOG); die Kommissionen haben somit ein Vetorecht gegen die vorläufige Anwendung.
Sollte der unwahrscheinliche Fall eintreten, dass die Bundesversammlung einem vorläufig angewendeten Vertrag die Genehmigung versagt, endet die vorläufige Anwendung umgehend; der Vertrag ist hinfällig und muss gegebenenfalls neu verhandelt werden. Die vorläufige Anwendung bedeutet nicht, dass der Vertrag früher in Kraft tritt. Zwar entfaltet er schon Wirkung, rechtlich gesehen tritt er aber erst mit der Ratifikation in Kraft (Art. 24, Art. 25 VRK). Dass das passiert, ist deswegen unwahrscheinlich, weil die zuständigen Kommissionen die vorläufige Anwendung verhindern können. Aber auch bevor die Veto-Möglichkeit im Jahr 2014 geschaffen worden war, war die vorläufige Anwendung eines Vertrags selten umstritten.

### Konsultation und Ratifikation
Die Zuständigkeit der Bundesversammlung im Bereich der völkerrechtlichen Verträge besteht nicht nur in der Genehmigung. So muss der Bundesrat die Aussenpolitischen Kommissionen «zu wesentlichen Vorhaben, zu geplanten Änderungen im Bestand der diplomatischen und konsularischen Vertretungen der Schweiz im Ausland sowie zu den Richt- und Leitlinien zum Mandat für bedeutende internationale Verhandlungen» konsultieren, «bevor er dieses festlegt oder abändert. Er informiert diese Kommissionen über den Stand der Realisierung dieser Vorhaben und über den Fortgang der Verhandlungen» (Art. 152 Abs. 3 ParlG). In dringenden Fällen ist es dem Bundesrat gestattet, lediglich die Präsidenten beider Kommissionen zu konsultieren.
Die Konsultationspflicht gilt für internationale Verhandlungen sowie generell für wesentliche Vorhaben. Die Begriffe wesentlich und bedeutend sind nicht abschliessend festgehalten und können auch nicht generell-abstrakt definiert werden; der Bundesrat und die zuständigen Kommissionen müssen dies in jedem Einzelfall neu festlegen. Sollten sich eine Kommission und der Bundesrat nicht einig sein, so kann die Kommission jederzeit eine Konsultation verlangen. Während der Konsultation beraten die Kommissionen den Bundesrat und teilen ihm ihre Stellungnahmen zum Thema mit. Er ist aber rechtlich nicht verpflichtet, ihnen zu folgen. Tut er das jedoch nicht, riskiert er, dass die Eidgenössischen Räte anschliessend die Genehmigung verweigern.
Die Ratifikation stellt einen völkerrechtlichen Akt dar, durch den sich ein Staat in verpflichtender Weise an den völkerrechtlichen Vertrag bindet. Die Ratifikation ist von der innerstaatlichen Genehmigung durch das Parlament oder durch das Volk abzugrenzen, da nur sie den Vertrag völkerrechtlich verbindlich macht. Sie erfolgt zumeist mit dem Austausch der Ratifikationsurkunden. Diese enthalten die Erklärung, dass der völkerrechtliche Vertrag innerstaatlich gültig gebildet worden und dass daher die Unterzeichnung rechtskräftig ist. Der Bundesrat ist für die Ratifikation zuständig (Art. 182 Abs. 2 BV).

### Publikation in der Gesetzessammlung
Rechtsetzende Verträge und solche, die dem Referendum unterstellt sind (siehe weiter unten «Staatsvertragsreferendum»), werden in der Amtlichen Sammlung des Bundesrechts publiziert (Art. 3 PublG). Für diese Veröffentlichungspflicht sind Ausnahmen vorgesehen, namentlich wenn «völkerrechtliche Verträge und Beschlüsse des internationalen Rechts zur Wahrung der inneren oder äusseren Sicherheit der Schweiz oder aufgrund völkerrechtlicher Verpflichtungen der Schweiz geheim gehalten werden müssen» (Art. 6 PublG).

### Umsetzung
Oft ist für die Umsetzung eines völkerrechtlichen Vertrages eine Änderung des innerstaatlichen Rechts erforderlich. Die Bundesversammlung kann nach Art. 141a BV die entsprechenden Anpassungen in den Genehmigungsbeschluss des Vertrages aufnehmen. Das gilt sowohl für Gesetzes- als auch für Verfassungsänderungen. Verfassungsänderungen können jedoch nur in den Bundesbeschluss integriert werden, wenn der Vertrag dem obligatorischen Referendum untersteht. Denn könnte eine Verfassungsänderung auch in den Genehmigungsbeschluss eines Vertrages integriert werden, der (nur) dem fakultativen Referendum untersteht, würde das Art. 140 BV widersprechen, wonach jede Verfassungsänderung des doppelten Mehrs bedarf. Das gilt auch für Gesetzesänderungen: Sie dürfen in Verträge integriert werden, die dem fakultativen Referendum unterstehen. Eine Überkreuzung von Normen, die dem fakultativen Referendum, und solchen, die dem obligatorischen Referendum unterstehen, ist nicht zulässig. Der Grund, weshalb diese Norm 2003 geschaffen wurde, ist primär, um sich widersprechende Volksentscheiden zu verhindern, wenn beispielsweise der Vertrag angenommen, die Umsetzungsgesetzgebung aber abgelehnt wird.

### Kündigung
Für die Kündigung eines völkerrechtlichen Vertrags gilt ein Parallelismus der Zuständigkeiten (actus contrarius) nach inhaltlichen Kriterien. Allgemein bedeutet diese Ausprägung des actus contrarius, dass für die Begründung des Rechts und für die Änderung oder Aufhebung dieselben Kriterien gelten. Meistens ist es so, dass eine Genehmigung für die Kündigung eingeholt werden muss, falls sie auch für die Ratifikation notwendig war. Es ist aber möglich, dass ein Vertrag, für dessen Abschluss die Genehmigung durch die Bundesversammlung erforderlich war, allein durch den Bundesrat abgeändert oder gekündigt werden kann, wenn die Änderung oder die Kündigung aufgrund von veränderten Umständen von beschränkter Tragweite ist. Daher handelt es sich um einen actus contrarius nach inhaltlichen Kriterien. Nach formellen Kriterien bedeutete, dass, wer für den Abschluss zuständig war, es automatisch auch für die Kündigung ist. Dass inhaltliche Kriterien massgebend sind, rührt daher, dass das Völkerrecht – anders als im Landesrecht – keine Normenhierarchie kennt, weswegen formale Kriterien nicht sinnvoll wären. Im Schweizer Recht dagegen muss die Bundesversammlung jedwede Änderung von Bundesgesetzen dem fakultativen Referendum unterstellen, möge sie noch so kleine Auswirkungen haben. Analog zur dringlichen Anwendung von völkerrechtlichen Verträgen kann ebenso eine dringliche Kündigung vonnöten sein, die jedoch praktisch kaum von Bedeutung ist.

## Staatsvertragsreferendum

### Fakultatives Staatsvertragsreferendum
Bevor ein referendumspflichtiger völkerrechtlicher Vertrag ratifiziert werden kann, muss ihm, falls das fakultative Referendum ergriffen wird, auch das Volk zustimmen. Im Falle des fakultativen Staatsvertragsreferendums (Art. 141 Abs. 1 lit. d Ziff: 1–3 BV) können 50'000 Stimmberechtigte oder acht Kantone innerhalb von 100 Tagen seit Veröffentlichung im Bundesblatt (siehe fakultatives Referendum#Schweiz) das Referendum gegen völkerrechtliche Verträge ergreifen. Das gilt für jene, die unbefristet und unkündbar sind, den Beitritt zu einer internationalen Organisation vorsehen, wichtige rechtsetzende Bestimmungen enthalten oder deren Umsetzung den Erlass von Bundesgesetzen erfordert.
Das erste Kriterium (unbefristet und unkündbar) muss kumulativ erfüllt sein. Ausserordentliche Beendigungsgründe (Art. 42 ff. VRK) wie die clausula rebus sic stantibus oder die erhebliche Vertragsverletzung durch eine Partei gelten nicht als Kündigungsgründe in diesem Sinne. Von 1977 bis 1. April 2021 wurden 24 Abkommen dem Referendum über Beitritte zu unbefristeten und unkündbaren Verträgen unterstellt, darunter der UNO-Pakt II.
Internationale Organisation im Sinne von Art. 141 Abs. 1 lit. d Ziff. 2 zeichnen sich im Wesentlichen durch vier Merkmale aus:
- Sie haben ihre Grundlage in einem völkerrechtlichen Vertrag;
- Ihre Mitglieder sind Staaten oder andere Völkerrechtssubjekte;
- Sie besitzen Organe, die vom Willen der Mitgliedstaaten losgelöst sind (z. B. der Generalsekretär der OECD);
- Sie stellen eine eigenständige Völkerrechtspersönlichkeit dar. Damit wird das Recht gemeint, Rechte und Pflichten begründen und Verträge mit anderen Staaten abschliessen zu können.[34]

Als Beispiel für internationale Organisationen, die nicht schon vom obligatorischen Staatsvertragsreferendum erfasst werden, gelten die UNESCO, WHO, WTO, OECD oder der IWF. Von 1977 bis 1. April 2021 wurden 39 Abkommen dem Referendum über Beitritte zu internationalen Organisationen unterstellt.
Art. 141 Ziffer 3 (völkerrechtliche Verträge, die wichtige rechtsetzende Bestimmungen enthalten oder deren Umsetzung den Erlass von Bundesgesetzen erfordert) enthält alternative Kriterien, die nicht kumulativ erfüllt sein müssen. Rechtsetzend meint Normen, «die in unmittelbar verbindlicher und generell-abstrakter Weise Pflichten auferlegen, Rechte verleihen oder Zuständigkeiten festlegen.» (Art. 22 ParlG). Da diese Eigenschaft rechtsgeschäftlichen völkerrechtlichen Verträgen fehlt, kann gegen diese kein Referendum ergriffen werden. Unerheblich ist, ob die Bestimmungen direkt anwendbar sind oder nicht. Für den zweiten Teil von Ziffer 3 sind die Vorgaben aus Art. 164 BV massgebend. Zwischen dem 1. August 2003 und dem 1. April 2021 wurden 272 Abkommen dem fakultativen Staatsvertragsreferendum wegen Ziffer 3 unterstellt.

### Obligatorisches Staatsvertragsreferendum
Während beim fakultativen Staatsvertragsreferendum nur das Volk entscheidet, sind beim obligatorischen Staatsvertragsreferendum Volks- und Ständemehr nötig. Des Weiteren wird das obligatorische (Staatsvertrags-)Referendum von Amtes wegen eingeleitet und erfordert keine Sammlung einer bestimmten Anzahl an Unterschriften. Dem obligatorischen Staatsvertragsreferendum unterstehen gemäss Art. 140 Abs. 1 lit. b BV der Beitritt der Schweiz zu Organisationen für kollektive Sicherheit und zu supranationalen Gemeinschaften.
Organisationen für kollektive Sicherheit haben zum Ziel, einem friedensbrechenden oder friedensbedrohenden Angreiferstaat entgegentreten zu können. Der Prototyp ist die UNO. Die herrschende Lehre geht davon aus, dass die NATO eine Organisation kollektiver Sicherheit darstellt. Supranationale Gemeinschaften sind internationale Organisationen+. Sie stellen eine stärkere Annäherung der Mitgliedstaaten dar, indem das Recht der Gemeinschaft unmittelbar anwendbar ist und die Organe das Recht selbstständig durchsetzen können. Die Europäische Union stellt den Prototyp der supranationalen Gemeinschaft dar.
Der bisher einzige echte Anwendungsfall des obligatorischen Staatsvertragsreferendums ergab sich in der Volksabstimmung vom 16. März 1986 über den UNO-Beitritt, der deutlich verworfen wurde (alle Stände und 75,7 % der Bürger). Mit echt ist gemeint, dass es der einzige Anwendungsfall war, der sich direkt auf den Wortlaut des Verfassungstextes bezog. In drei Fällen wurde ein völkerrechtlicher Vertrag ohne Verfassungsgrundlage auf Beschluss der Bundesversammlung dem obligatorischen Referendum unterstellt: 1920 der Beitritt zum Völkerbund, 1972 das Freihandelsabkommens zwischen der Schweiz und der EWG und 1992 der Beitritt zum EWR. Diese Verträge wurden aufgrund «ihrer ausserordentlichen Bedeutung» der Abstimmung von Volk und Ständen unterbreitet. Ob ein solches ausserordentliches Referendum zulässig ist, ist umstritten. Die Staatsrechtslehre steht ihm wegen seiner fehlenden Verfassungsgrundlage und seinem plebiszitären Charakter überwiegend kritisch gegenüber; eine Minderheit und der Bundesrat gehen davon aus, dass der Bundesversammlung dieses Recht zusteht.

## Völkerrechtlicher Vertrag und innerstaatliches Recht

### Geltung
Jeder Staat kann selber entscheiden, wie völkerrechtliche Normen innerstaatlich gelten. Unterschieden werden hierbei zwei Modelle: Entweder erlangt das Völkerrecht unmittelbar Geltung (Monismus) oder es muss durch einen staatlichen Gesetzesakt übernommen werden (Dualismus). Der Schweiz liegt das monistische Modell zugrunde; Völker- und Landesrecht bilden hier einheitliches Regelungssystem. Dualistisch organisiert sind etwa Deutschland, die skandinavischen Staaten und Grossbritannien.
Der Monismus ist völkerrechtsfreundlicher, da das Völkerrecht unmittelbar landesrechtliche Geltung erlangt. Der Dualismus betont demgegenüber die Souveränität des Staates. Die praktische Relevanz der Unterscheidung ist jedoch begrenzt, da auch dualistische Staaten an das Völkerrecht gebunden sind.

### Anwendbarkeit
Die Anwendbarkeit fragt danach, ob sich eine völkerrechtliche Bestimmung nur an den Staat oder direkt an die Bürger richtet. Direkt anwendbare Normen richten sich unmittelbar an den Bürger und die rechtsanwendenden Behörden (Verwaltungen und Gerichte). Sie sind hinreichend bestimmt, damit für den Einzelnen Rechte oder Pflichten entstehen. Gerichte und Verwaltungen müssen solche Normen daher in ihrer Tätigkeit berücksichtigen. Nicht direkt anwendbare Bestimmungen richten sich hingegen an den Gesetzgeber. Er muss solche Normen konkretisieren, bevor sie für Private Rechte und Pflichten begründen.
Das Bundesgericht ist bei der Anerkennung von unmittelbarer Anwendbarkeit eher zurückhaltend. In ständiger Rechtsprechung verneint es etwa die unmittelbare Anwendbarkeit des UNO-Pakt I oder weiten Teilen des Wirtschaftsvölkerrechts (etwa dem WTO-Recht oder dem Freihandelsabkommen mit der EU). Daher spricht Oliver Diggelmann von einem «gemässigten Monismus».

### Rang des Völkerrechts

#### Allgemein
Das Völkerrecht überlässt es den Staaten, wie sie die Pflichten, die aus einem völkerrechtlichen Vertrag hervorgehen, innerstaatlich umsetzen. Insbesondere entscheidet das Landesrecht über den Rang von völkerrechtlichen Regelungen in der Normenhierarchie. Aus Art. 5 Abs. 3 und 4 BV lässt sich ein prinzipieller Anwendungsvorrang des Völkerrechts ableiten, wobei das als Grundsatz und nicht als Kollisionsregel – nach dem Muster Völkerrecht bricht Landesrecht – zu verstehen ist, anders als zum Beispiel beim Verhältnis von Bundesrecht und kantonalem Recht (Art. 49 Abs. 1 BV, Derogation). Es gab aber schon Bestrebungen in der Schweiz, das zu ändern. Die Selbstbestimmungsinitiative verlangte, dass die Bundesverfassung, unter Vorbehalt des zwingenden Völkerrechts, dem Völkerrecht vorgehe.
Ein Konflikt zwischen Völkerrecht und Landesrecht ist schwierig zu lösen, weil die Bundesverfassung dem Völkerrecht keinen eindeutigen Rang zuweist. Völkerrechtliche Verträge stehen jedoch mindestens auf der Stufe der Bundesgesetze, sofern es sich nicht um blosse Vollziehungsabkommen handelt. Konflikte müssen aber immer durch völkerrechtskonforme Auslegung des Landesrechts vermieden werden (Art. 5 Abs. 3 und 4 BV). Obschon es gewisse Bestimmungen gibt, die Vorrang über anderen haben (ius cogens), geht auch das Völkerrecht von einer Gleichrangigkeit aus. Ausnahmen gibt es, wenn völkerrechtliche Verträge einen speziellen Vorrang festhalten (siehe Art. 103 der Charta der Vereinten Nationen). Im Verhältnis Landesrecht – Völkerrecht sind schlussendlich auch die Regeln Lex posterior derogat legi priori und lex specialis derogat legi generali zu beachten.
Die Schwierigkeit dieses Verhältnisses zeigen die vom UN-Sicherheitsrat verhängten Antiterrormassnahmen, die durch Kontosperrungen und Reiseverbote direkten Einfluss auf das Individuum haben. In dieser Situation sind das Bundesgericht, der Europäische Gerichtshof (EuGH) und der Europäische Gerichtshof für Menschenrechte (EGMR) in einem Dilemma: Einerseits sieht Art. 103 der UN-Charta vor, dass solche vom Sicherheitsrat verabschiedeten Massnahmen nicht von den Mitgliedstaaten überprüft werden. Andererseits sind die Richter den entsprechenden Verträgen (z. B. der EMRK) und ihren Verfassungen verpflichtet.

#### Völkerrechtlicher Vertrag und Bundesverfassung
Die Normen des zwingenden Völkerrechts (ius cogens) gehen der Verfassung vor und bilden eine Schranke der Verfassungsrevision (Art. 193 Abs. 4, Art. 194 Abs. 2). Als zwingendes Völkerrecht definiert der Bundesrat folgende Regeln: das Folterverbot, das Verbot von Völkermord und Sklaverei, das Gewaltverbot der UN-Charta, die Gleichheit aller Staaten, gewisse Normen des humanitären Völkerrechts (das Verbot von Angriffen auf Leib und Leben, der Gefangennahme von Geiseln, der Beeinträchtigung der Menschenwürde und das Verbot von Verurteilungen und Hinrichtungen ohne vorhergehendes Urteil; Art. 3 des Genfer Abkommens IV) sowie das Non-Refoulement-Gebot. Abschliessend zählt er noch die sogenannten Notstandsfesten der EMRK (Art. 15 Abs. 2) und des UNO-Pakt II (Art. 4 Abs. 1 und 2).
Völkerrechtliche Verträge mit grundrechtlichem Inhalt, namentlich die EMRK und UNO-Pakte I und II, werden auf die gleiche Stufe wie die Bundesverfassung gestellt. Das Bundesgericht urteilte, dass der EMRK grundsätzlich auch vor jüngeren Verfassungsbestimmungen der Vorrang eingeräumt wird. Ein Konflikt der EMRK mit der Bundesverfassung konnte jedoch bisher weitestgehend vermieden werden, da der Schutzgehalt äquivalent ist. Die Normen des übrigen Völkerrechts haben nicht Verfassungsrang. Das gilt auch für völkerrechtliche Verträge über den Beitritt zu Organisationen für kollektive Sicherheit oder supranationale Gemeinschaften, obwohl sie gleich wie Verfassungsrevisionen der Zustimmung von Volk und Ständen bedürfen.
Konflikte zwischen der Bundesverfassung und nicht zwingendem Völkerrecht müssen auf Grundlage von Art. 190 BV gelöst werden. Danach sind völkerrechtliche Normen und Bundesgesetze massgebend, nicht aber die Bundesverfassung. Somit kann völkerrechtswidriges Verfassungsrecht nicht angewendet werden. Solche Konflikte sind aber selten, zumal Bundesrat und Bundesversammlung beim Abschluss völkerrechtlicher Verträgen darauf achten, fundamentale Verfassungsnormen nicht zu verletzen. Das grössere Problem stellen völkerrechtswidrige Volksinitiativen dar (siehe weiter unten).

#### Völkerrechtlicher Vertrag und Bundesgesetz
Für das Bundesgericht ist neben den Bundesgesetzen das Völkerrecht massgeblich (Art. 190 BV). Nebst der eindeutigen Regelung, dass ein späterer völkerrechtlicher Vertrag einem früheren Bundesgesetz vorgeht (Lex-posterior-Regel), sind die Stufen der Hierarchie noch weitgehend ungeklärt, und auch das Bundesgericht urteilt Einzelfall-bezogen. Keine gefestigte Praxis besteht ebenso in der Frage, wie die Kollision verschiedener völkerrechtlicher Verträge untereinander gelöst werden soll. Die Lex-posterior- und die Lex-specialis-Regel bieten nur insofern einen Lösungsansatz, wenn die Verträge zwischen den gleichen Vertragspartnern abgeschlossen wurden.
Ursprünglich ging das Bundesgericht davon aus, dass die völkerrechtliche Norm im Konfliktfall der bundesgesetzlichen vorgeht. Im Jahr 1933 nahm die Rechtsprechung eine Wende; fortan wurde von einer Gleichrangigkeit ausgegangen. Im Schubert-Entscheid des Jahres 1973 anerkannte das Bundesgericht ausdrücklich das Recht des Bundesgesetzgebers, von einem völkerrechtlichen Vertrag abzuweichen, sofern eine vertiefte Auseinandersetzung mit den völkerrechtlichen Aspekten erfolgt ist. Eine solche Abweichung entbindet die Schweiz zwar nicht von ihren völkerrechtlichen Pflichten, ist aber im innerstaatlichen Raum massgebend. Die rechtsanwenden Behörden dürfen ein völkerrechtswidriges Bundesgesetz ausserdem anwenden, sofern es jünger (lex posterior) ist. In seiner jüngeren Rechtsprechung erachtet das Bundesgericht die Schubert-Praxis als «weitgehend nicht mehr anwendbar». Die Schubert-Praxis gilt nur für Bundesgesetze, nicht für die Bundesverfassung, Bundesverordnungen oder für kantonales Recht.
In seiner neueren Praxi gibt das Bundesgericht grundsätzlich völkerrechtlichen Verträgen den Vorrang vor Bundesgesetzen, wenngleich diese später verabschiedet wurden, also jünger sind. Es führte im PKK-Urteil aus:

„Es ist ausgeschlossen, zwei sich widersprechende Normen [...] zugleich anzuwenden. Der Konflikt ist vielmehr unter Rückgriff auf die allgemein anerkannten Grundsätze des Völkerrechts zu lösen [...], die für die Schweiz als Völkergewohnheitsrecht verbindlich sind und zugleich geltendes Staatsvertragsrecht darstellen. [...] Diese völkerrechtlichen Prinzipien sind in der schweizerischen Rechtsordnung unmittelbar anwendbar [...] und binden nicht nur den Gesetzgeber, sondern sämtliche Staatsorgane. Daraus ergibt sich, dass im Konfliktfall das Völkerrecht dem Landesrecht prinzipiell vorgeht [...]. Dies hat zur Folge, dass eine völkerrechtswidrige Norm des Landesrechts im Einzelfall nicht angewendet werden kann. Diese Konfliktregelung drängt sich umso mehr auf, wenn sich der Vorrang aus einer völkerrechtlichen Norm ableitet, die dem Schutz der Menschenrechte dient.“

Der EMRK kommt bei Konflikten mit dem Bundesrecht spezielle Bedeutung zu dank ihrer institutionellen Absicherung durch den Europäischen Gerichtshof für Menschenrechte (EGMR). Ihr – und auch anderen Normen, die dem Schutz der Menschenrechte dienen – gibt das Bundesgericht in jedem Fall den Vorrang, auch wenn der Gesetzgeber absichtlich von ihr abweichen will. Der Gedanke dahinter ist, dass der EGMR eine Bestimmung eines Bundesgesetzes als nicht anwendbar erklären kann, wenn sie der EMRK widerspricht. Die Rechtsprechung des EGMR kann auch nicht ignoriert werden. In diesem Sinne hat die PKK-Rechtsprechung die Schubert-Praxis relativiert. Dem EGMR kommt in der Schweiz in diesem Rahmen die Rolle eines Verfassungsgerichts zu; er kann in Bezug auf Bundesgesetze die Verfassungsgerichtsbarkeit ausüben – eine Rolle, die dem Bundesgericht aufgrund von Art. 190 BV verwehrt ist. Das Bundesgericht dehnte den unbedingten Vorrang vor Bundesgesetzen – nach einem Teil der Lehre lediglich in einem obiter dictum – auf das Freizügigkeitsabkommen (FZA) mit der EU und auf Art. 28 der Dublin-III-Verordnung aus. Es ist indessen ungeklärt, ob der Vorrang des FZA unbedingt wirkt oder ob das Bundesgericht sich vorbehält, in Ausnahmefällen den Vorrang zu verneinen und die schweizerische Norm anzuwenden.

#### Völkerrechtlicher Vertrag und Volksinitiative
Die Bundesverfassung war lange stumm zur Frage, wie eine völkerrechtswidrige Volksinitiative zu behandeln ist. Die Bundesversammlung erklärte am 14. März 1996 die Volksinitiative «für eine vernünftige Asylpolitik» für ungültig. Sie begründete das damit, dass die Initiative das Non-Refoulement-Gebot, das Teil des zwingenden Völkerrechts ist, verletze. Diese Praxis wurde bei der Totalrevision der Bundesverfassung 1999 kodifiziert. Art. 139 Abs. 2 BV sieht nun ausdrücklich vor, dass die Bundesversammlung Volksinitiativen, die gegen zwingende Bestimmungen des Völkerrechts verstossen, für ganz oder teilweise ungültig zu erklären hat. Umgekehrt sind alle Volksinitiativen gültig, die nicht dagegen verstossen.
Bevor die Bundesversammlung eine Volksinitiative wegen der Verletzung von zwingendem Völkerrecht für ungültig erklärt, bemüht sie sich um völkerrechtskonforme Auslegung. Sie berücksichtigt dabei insbesondere den Grundsatz der Auslegung in Übereinstimmung mit dem höherrangigen Recht und den Grundsatz in dubio pro populo. Er besagt, dass Volksinitiativen nach Möglichkeit so auszulegen sind, dass eine Erklärung als (teil-)ungültig vermieden werden kann. Wenn eine Initiative nicht gegen zwingendes Völkerrecht verstösst, muss sie zur Abstimmung gelangen. Es gibt Initiativen, die völkerrechtlich gesehen problematisch und trotzdem in der Abstimmung von Volk und Ständen angenommen worden sind. Bei zwei solchen Initiativen (Alpeninitiative und Verwahrungsinitiative) konnten die Absichten der Initianten mit den völkerrechtlichen Verpflichtungen der Schweiz harmonisiert werden. Wenn eine völkerrechtskonforme Umsetzung nicht möglich ist, ist als Ultima Ratio die Kündigung des völkerrechtlichen Abkommens zu erwägen. Es existieren jedoch Verträge, die nicht gekündigt werden können. In diesem Fall könnte es zu einer Verletzung von Völkerrecht und einer allfälligen Verurteilung kommen.

## Gerichtliche Überprüfung
Urteile des Bundesstrafgerichts, des Bundesverwaltungsgerichts, der unabhängigen Beschwerdeinstanz für Radio und Fernsehen oder letzter kantonaler Instanzen, zumeist der oberen Gerichte der Kantone, können vor dem Bundesgericht angefochten werden. Mit der Beschwerde in öffentlich-rechtlichen Angelegenheiten kann ebenso die Verletzung von Völkerrecht geltend gemacht werden. Damit ist auch die Rüge möglich, die Vorinstanz habe das Verhältnis zwischen Völkerrecht und Landesrecht verkannt. Angerufen werden können allerdings nur direkt anwendbare Völkerrechtsnormen. Eine Beschwerde ist nur dann möglich, wenn die Streitwertgrenze erreicht wird oder der Anfechtungsgegenstand nicht von Art. 83 BGG abgedeckt wird. Art. 83 BGG sieht eine Reihe von Gegenständen vor, die nicht vom Bundesgericht überprüft werden dürfen. Vorbehalten bleibt in diesen Fällen die Verfassungsbeschwerde gegen Entscheide letzter kantonaler Instanzen. Sie ist dann eine Option, wenn verfassungsmässige Rechte mutmasslich verletzt wurden. Dazu zählen die Garantien der EMRK und des UNO-Pakts II (allenfalls auch noch anderer Menschenrechtsverträge), nicht jedoch das gesamte Völkerrecht. Anfechtbar sind also in erster Linie Entscheide, die sich mit dem Verhältnis zwischen Landesrecht und der EMRK befassen.

## Völkerrechtliche Verträge der Kantone

### Bundesrechtliche Vorgaben
Nach Art. 56 Abs. 1 BV haben die Kantone das Recht, eigenständig völkerrechtliche Verträge mit dem Ausland abzuschliessen; sie besitzen somit eine beschränkte Völkerrechtsubjektivität. Die Kompetenz der Kantone, völkerrechtliche Verträge abzuschliessen, bezieht sich auf ihren gesamten Zuständigkeitsbereich; im Rahmen ihrer Autonomie dürfen sie nach freiem Ermessen Verträge mit dem Ausland schliessen. Nach Art. 56 Abs. 2 BV dürfen diese Verträge dem Bundesrecht nicht zuwiderlaufen. Solche, die das tun, sind wegen Art. 49 BV nichtig. Die Kompetenz zum Abschluss von völkerrechtlichen Verträgen des Bundes hat im Konfliktfall Vorrang. Aufgrund von Art. 49 BV ist der Bund befugt, völkerrechtliche Verträge in allen Bereichen abzuschliessen. Schliesst er in einem bestimmten Bereich einen völkerrechtlichen Vertrag ab, geht die allfällige kantonale Kompetenz für völkerrechtliche Verträge in entsprechendem Umfang unter. Obwohl völkerrechtliche Verträge der Kantone dem Bundesrecht nicht widersprechen dürfen, kann später erlassenes Bundesrecht den Vertrag weder aufheben noch verdrängen, da die Geltung völkerrechtlicher Verträge nicht durch das Landesrecht tangiert werden kann.
Art. 56 Abs. 2 BV hält nicht nur fest, dass kantonale Verträge mit dem Ausland dem Bundesrecht, sondern auch den «Interessen des Bundes» nicht zuwiderlaufen dürfen. Damit ist das gesamtschweizerische, nationale Interesse – das können gute Beziehungen mit anderen Staaten oder internationalen Organisationen – gemeint, nicht nur das Bundesinteresse. «Bund» meint in diesem Kontext nicht die Bundesebene, sondern die gesamte Eidgenossenschaft.
Um zu überprüfen, ob die oben erwähnten verfassungsrechtlichen Schranken eingehalten werden, müssen die Kantone den Bundesrat informieren (Art. 56 Abs. 2 BV). Das gilt nicht für Verträge, die dem Vollzug von schon bestehenden Verträgen dienen oder die nur administrative und technische Fragen betreffen (Art. 61c Regierungs- und Verwaltungsorganisationsgesetz, RVOG). Die Bundeskanzlei informiert die übrigen Kantone. Wird Einspruch erhoben und kann keine Lösung erzielt werden, befindet die Bundesversammlung über die Genehmigung (Art. 172 Abs. 3 BV, Art. 129a Parlamentsgesetz); eine Genehmigung wäre nur in diesem speziellen Fall, der bisher (Stand: August 2023) nie eingetreten ist, vonnöten. Art. 56 Abs. 3 BV bestimmt, dass der Verkehr von Kantonen mit ausländischen Behörden durch Vermittlung des Bundes stattfindet, es sei denn, es handelt sich um Kontakt mit untergeordneten Behörden. Das sind alle Verwaltungsorgane abgesehen von der Gesamtregierung, den Ministern und den Staatssekretären.
Die häufigsten Verträge zwischen Kanton und Ausland sind solche im Bereich des grenzüberschreitenden Verkehrs, des Schulwesens sowie des gemeinsamen Betriebs von Abwasserreinigungsanlagen.

### Völker- und europarechtliche Rechtsgrundlagen
Das Europäische Rahmenübereinkommen über die grenzüberschreitende Zusammenarbeit zwischen Gebietskörperschaften bildet die rechtliche Grundlage für völkerrechtliche Verträge, die nicht auf Bundesebene geschlossen werden; drei Zusatzprotokolle konkretisieren den rechtlichen Rahmen. Abgesehen davon hat der Bundesrat mit einzelnen Nachbarstaaten, wie Deutschland, Frankreich und Luxemburg, Abkommen über die grenzüberschreitende Zusammenarbeit geschlossen; die Abkommen entfalten ihre Wirkung in den betroffenen Grenzkantonen.

### Zuständigkeit zum Abschluss
Obwohl nicht alle Kantonsverfassungen ausdrücklich dazu Stellung beziehen, ist in allen Kantonen die Regierung für die Verhandlung, Paraphierung, Unterzeichnung und Ratifikation zuständig. Wie auf Bundesebene genehmigt das kantonale Parlament, und zwar in allen Kantonen, Verträge mit dem Ausland; vereinzelt entscheidet es ebenfalls über die Kündigung. Dennoch haben die jeweiligen Kantonsregierungen innerhalb ihrer Befugnisse das Recht, Verträge selbstständig abzuschliessen. Abgesehen von den Kantonen Obwalden und Appenzell Innerrhoden hat der Souverän in allen Kantonen die Möglichkeit, das Referendum gegen den parlamentarischen Genehmigungsbeschluss zu ergreifen. Die Kantone Freiburg, Aargau, Appenzell Ausserrhoden, Tessin, Thurgau, Wallis und Genf haben festgelegt, dass Verträge, die rechtsetzende Bestimmungen enthalten, dem fakultativen Referendum unterstehen.

### Rang und Bedeutung
Ein völkerrechtlicher Vertrag eines Kantons mit dem Ausland ist weder dem Bundesrecht noch dem kantonalen Recht zuzuordnen. Sobald er in Kraft tritt, gehört er zum Völkerrecht, das nach Art. 190 BV für Bund und Kantone massgeblich und nach Art. 5 Abs. 4 BV zu beachten ist. Daher geht er dem kantonalen (inklusive Kantonsverfassung) und interkantonalen Recht vor. Der Bund trägt nach aussen die Verantwortung, falls die Vertragsbestimmungen nicht erfüllt werden sollten.
Die praktische Bedeutung derartiger Verträge ist jedoch gering, sogar in den Grenzkantonen. Die Kantone nutzen ihre Kompetenz, völkerrechtliche Verträge mit dem Ausland zu schliessen, kaum; häufiger sind Exekutivvereinbarungen. Die Anzahl abgeschlossener Verträge beläuft sich auf ungefähr 440, nach 1980 sind es ca. 200 (Stand 2023).